# 残影余像
《残影余像》是一部由安杰依·瓦伊达执导的2016年波兰剧情片。在2016年多伦多国际影展上映。该片被选为第89届奥斯卡金像奖最佳外语片奖的波兰参赛作品，但未获殊荣。本片是華伊達（逝于2016年10月）的最后一部作品。

## 演员
- 弗拉迪斯瓦夫·史特斯明史奇：博古斯瓦夫·林达饰演
- 卡塔尔兹娜·科布罗：亚历山德拉·尤斯塔饰演
- 妮卡·史特斯明史奇：布罗尼斯拉瓦·杂玛赫夫斯卡饰演
- 哈尼亚：索非娅·维赫瓦奇饰演
- 罗曼：托马斯·弗罗索克饰演
- 瓦新斯卡：保利纳·加罗兹卡饰演

## 反響
在爛番茄上，本電影基於39個專業評價為85%鮮度，觀眾評價給出75%平均分數。